# Nyctonympha carioca
Nyctonympha carioca là một loài bọ cánh cứng trong họ Cerambycidae.